# 黑條無鬚魮
黑條無鬚魮（学名：Puntius nigrofasciatus）為輻鰭魚綱鯉形目鯉科的其中一個種。

## 分布
本魚分布於斯里蘭卡的森林溪流。

## 特徵
本魚身體粗壯，高突的背脊和深垂的腹部。底色為淡金黃色帶彩虹色，三條寬大的縱向黑紋直貫軀體。幼魚期險的較模糊，兩眼間常有一明顯的黑條紋，一條黑軸線出現在尾柄末端。雄魚在繁殖期時，體色呈深粉紅色，頭部也從深紫紅色變成黑色。體長可達6公分。

## 生態
本魚棲息在森林中具有石礫的清澈溪流中或靜止的水池。產卵在雜草叢之中的淺水區。卵約在數天中孵化，主要吃菌絲藻與碎屑。喜成群活動。

## 經濟利用
為相當受觀迎的觀賞魚，飼養時以最小80公分的水族箱較適宜，容易繁殖，但也容易感染白點病。